# Лемвиг (коммуна)
Лемвиг (дат. Lemvig Kommune) — датская коммуна в составе области Центральная Ютландия. Площадь — 508,17 км², что составляет 1,18 % от площади Дании без Гренландии и Фарерских островов. Численность населения на 1 января 2008 года — 22067 чел. (мужчины — 11206, женщины — 10861; иностранные граждане — 578).

## История
Коммуна была образована в 2007 году из следующих коммун:
- Лемвиг (Lemvig)
- Тюборён-Харбоэре (Thyborøn-Harboøre)

## Железнодорожные станции
- Амструп (Amstrup)
- Армосе (Armose)
- Бекмарксбро (Bækmarksbro)
- Баллебю (Balleby)
- Боннет (Bonnet)
- Форе (Fåre)
- Харбоэре (Harboøre)
- Клинкбю (Klinkby)
- Лемвиг (Lemvig)
- Найруп (Nejrup)
- Рамме (Ramme)
- Рёнланн (Rønland)
- Синкбек (Sinkbæk)
- Странне (Strande)
- Тюборён Хаун (Thyborøn Havn)
- Тюборён (Thyborøn)
- Вайльбю Нор (Vejlby Nord)
- Викториа Стреет (Victoria Street)
- Врист (Vrist)